# Hochland SE

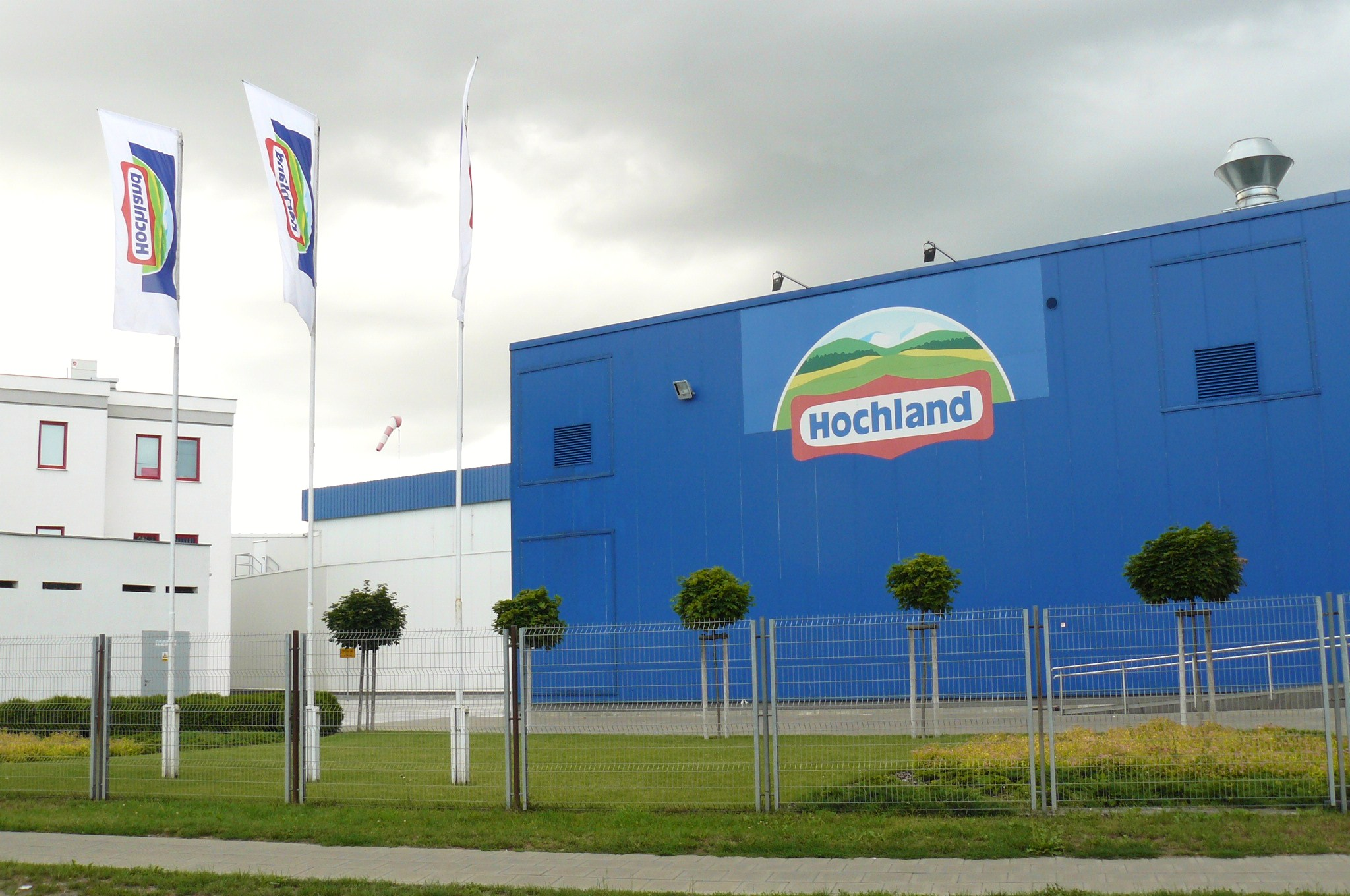
Hochland - fabrica de brânză

Hochland AG este o companie producătoare de produse lactate din Germania, înființată în anul 1927.
În anul 2007, compania deținea 13 facilități de producție.
Număr de angajați în 2008: 4.200
Cifra de afaceri:
- 2007: 1 miliard de Euro[2]
- 2006: 926 milioane euro[2]
- 2005: 787 milioane euro[2]

## Critici
După războiul de agresiune al Rusiei împotriva Ucrainei în 2022, Hochland a continuat să își păstreze afacerile din Rusia. Hochland operează acolo trei fabrici cu aproximativ 1600 de angajați. Compania a justificat această abordare spunând că nu dorea să sancționeze populația din Rusia, ci în schimb dorea să impună o interdicție privind publicitatea și investițiile pe piața rusă. În primul an de război, compania a reușit să își crească cifra de afaceri pe piața rusă de la 100 de milioane la aproximativ 510 milioane de euro. În 2024, Hochland și-a anunțat intenția de a investi din nou în afacerile din Rusia.

## Hochland România
Produsele Hochland au fost importate în România, începând din 1993.
Hochland și-a deschis, în anul 1998, o filială proprie în România, după care a achiziționat fabrica de la Sighișoara, care a fost retehnologizată și specializată în producția de brânză topită: triunghiuri, felii și bloc.
În 1999, a fost cumpărată ce-a de-a doua fabrică Hochland, în Sovata, unde se produce cașcaval felii și cașcaval bloc, în variantele clasic și afumat.
Pe lângă producția internă, Hochland România importă și: cremele de brânză proaspătă Almette și Hochland Creme, brânza Telemea.
Hochland România este unul dintre principalii jucători pe piața internă a brânzeturilor.
Cifra de afaceri în 2006: 44 milioane Euro